# Gymnastiek op de Olympische Zomerspelen 2016 – Ritmische gymnastiek team vrouwen
Het team ritmische gymnastiek voor de vrouwen op de Olympische Zomerspelen 2016 in Rio de Janeiro vond plaats op 20 augustus (kwalificatie) en op 21 augustus (finale). De Russen wonnen het onderdeel voor de Spanjaarden die het zilver pakten en de Bulgaren die het brons wonnen.

## Format
Alle deelnemende teams moesten twee kwalificatie-oefeningen turnen. De scores van beide oefeningen werden bij elkaar opgeteld en de beste acht teams gingen door naar de finale. De scores van de kwalificatie werden bij de finale gewist, en alleen de scores die in de finale gehaald werden, telden. In de finale moesten de acht teams opnieuw twee oefening turnen. Eén oefening met 5 linten en één oefening met 3 knotsen en 2 hoepels.

## Uitslag

### Finale

#### Teams
| - Bulgarije - Reneta Kamberova - Lyubomira Kazanova - Mihaela Maevska - Tsvetelina Naydenova - Hristiana Todorova - Israël - Yuval Filo - Alona Koshevatskiy - Ekaterina Levina - Karina Lykhvar - Ida Mayrin | - Italië - Martina Centofanti - Sofia Lodi - Alessia Maurelli - Marta Pagnini - Camilla Patriarca - Japan - Airi Hatakeyama - Rie Matsubara - Sakura Noshitani - Sayuri Sugimoto - Kiko Yokota | - Oekraïne - Olena Dmitrasj - Jevgenija Gomon - Oleksandra Gridasova - Valerija Goedim - Anastasija Voznjak - Rusland - Vera Birjoekova - Anastasia Bliznjoek - Anastasia Maksimova - Anastasia Tatareva - Maria Tolkatsjova | - Spanje - Sandra Aguilar - Artemi Gavezou - Elena Lopez - Lourdes Mohedano - Alejandra Quereda - Wit-Rusland - Ganna Doedzjankova - Marija Kadobina - Marija Katsjak - Valerija Pisjtsjelina - Arina Tsitsilina |

#### Einduitslag
- Straf; de straffen uitgedeeld door de jury
- Totaal; de scores van de twee oefeningen worden bij elkaar opgeteld.

| Rang   | Team        | 5 linten | 5 linten | 3 knotsen, 2 hoepels | 3 knotsen, 2 hoepels | Totaal |
| Rang   | Team        | Score    | Straf    | Score                | Straf                | Totaal |
| ------ | ----------- | -------- | -------- | -------------------- | -------------------- | ------ |
| Goud   | Rusland     | 17.600   |          | 18.633               |                      | 36.233 |
| Zilver | Spanje      | 17.800   |          | 17.966               |                      | 35.766 |
| Brons  | Bulgarije   | 17.700   |          | 18.066               |                      | 35.766 |
| 4      | Italië      | 17.516   |          | 18.033               |                      | 35.549 |
| 5      | Wit-Rusland | 17.283   |          | 18.016               |                      | 35.299 |
| 6      | Israël      | 17.166   |          | 17.383               |                      | 34.549 |
| 7      | Oekraïne    | 16.866   |          | 17.416               |                      | 34.282 |
| 8      | Japan       | 16.550   |          | 17.650               |                      | 34.200 |